# BBC Wiltshire
BBC Wiltshire – brytyjska stacja radiowa należąca do BBC i pełniąca w sieci tego nadawcy rolę stacji lokalnej dla hrabstwa Wiltshire. Stacja została uruchomiona 4 kwietnia 1989 roku i obecnie jest dostępna w analogowym i cyfrowym przekazie naziemnym, jak również w Internecie. 
Siedzibą BBC Wiltshire jest Swindon. Oprócz audycji własnych, stacja prezentuje programy siostrzanych stacji lokalnych BBC Radio Devon, BBC Radio Bristol, BBC Radio Gloucestershire, BBC WM, BBC Sussex i BBC London 94.9, a także programy ogólnokrajowego BBC Radio 5 Live.